# 1415 en santé et médecine
| Années de la santé et de la médecine : 1412 - 1413 - 1414 - 1415 - 1416 - 1417 - 1418    |
| Décennies de la santé et de la médecine : 1380 - 1390 - 1400 - 1410 - 1420 - 1430 - 1440 |

Cet article présente les faits marquants de l'année 1415 en santé et médecine.

## Événements
- 11 mai : une bulle du pape Benoît XIII défend aux Juifs d'exercer la médecine, la chirurgie et la pharmacie[1].
- Fondation de l'hôpital de Bienne en Suisse[2].
- Ouverture de la faculté de médecine de l'université de Leipzig, elle-même fondée en 1409[3].
- Un nouvel édit de Charles VI, après celui de 1405, confirme les règles touchant au dépôt des ordures dans la Seine, pratique qui porte « un notable préjudice à la santé » ; ce texte s'inscrit dans une série d'ordonnances dont la première connue, donnée par le prévôt de Paris, remonte à 1348[4].
- La Cité de Londres charge les nouveaux responsables de la Barbers' Guild de surveiller ceux de ses membres qui exercent la chirurgie et de rendre compte de leur pratique au maire et aux aldermen, entérinant ainsi la distinction entre barbiers et chirurgiens barbiers[5].
- Le chirurgien Thomas Morstede s'engage auprès du roi Henri V à l'accompagner en France, avec douze chirurgiens et trois archers, et une charrette et des chevaux pour transporter le matériel médical[6].

## Publications
- Angelo de Aquila compose son traité sur la gravelle[7],[8].
- Schem-Tob ben Iakob, médecin et cabaliste de Tolède, compose son commentaire du Sefer ha-Themuna[1].
- Tadg O Cuinn, médecin irlandais, achève sa Materia medica, traduction de traités des écoles de Salerne et de Montpellier[9].

## Naissances
- Amirdovlat d'Amasée (mort en 1496), médecin arménien au service de Mehmed II, à Constantinople, auteur d'une pharmacopée de plus de trois mille sept cents médicaments rédigée en sept langues entre 1478 et 1482[10].
- Vers 1415 : Johann de Ketham (de) (mort vers 1470[11]), médecin allemand, éditeur de traités médicaux recueillis dans le Fasciculus medicinae (en), ouvrage posthume publié à Venise en 1491 et premier livre imprimé qui contienne des illustrations anatomiques[12].

## Décès
- 22 octobre : Simon Allegret (né à une date inconnue), professeur à Paris, médecin de Jean Ier, duc de Berry[13],[14].

- Meir Ebn Suschan (né à une date inconnue), médecin à Tolède[1].